# Чемпіонат Європи з фігурного катання 2019
Чемпіонат Європи з фігурного катання 2019 — змагання серед фігуристів європейських країн, яке пройшло в Мінську з 21 по 27 січня 2019 року. Спортсмени виступили в наступних категоріях: чоловіче і жіноче одиночне катання, парне фігурне катання і танці на льоду.

## Місце проведення
Крім столиці Білорусії на проведення чемпіонату претендували: Загреб (Хорватія), Грац (Австрія), Київ (Україна) і Таллінн (Естонія). Рішення було прийнято на засіданні ради ISU, яке проходило з 9 по 10 вересня 2016 року в Женеві (Шейцарія).

## Розклад
Місцевий час (UTC+3)
| Дата     | вид            | Програма / Танець | Програма / Танець |
| Дата     | вид            | коротка           | довільна          |
| -------- | -------------- | ----------------- | ----------------- |
| 23 січня | жінки          | 11:45             |                   |
| 23 січня | пари           | 19:00             |                   |
| 24 січня | чоловіки       | 12:00             |                   |
| 24 січня | пари           |                   | 19:40             |
| 25 січня | Танці на льоду | 12:40             |                   |
| 25 січня | жінки          |                   | 18:00             |
| 26 січня | чоловіки       |                   | 11:15             |
| 26 січня | Танці на льоду |                   | 16:25             |

## Учасники
У чемпіонаті беруть участь фігуристи з європейських країн — членів Міжнародного союзу ковзанярів (до європейських країн також відносяться Ізраїль, Туреччина, Грузія, Вірменія, Азербайджан), які досягли 15-річного віку на момент 1 липня 2018 року.
За підсумками чемпіонату Європи 2018 року кожна країна має право виставити від одного до трьох спортсменів у кожній категорії. Національні федерації складають заявку на основі власних критеріїв, але обрані фігуристи повинні досягти мінімальної технічної оцінки елементів на міжнародному змаганні до чемпіонату Європи.

### Представництво по країнам
Більше одного учасника (пари) представляють наступні національні федерації:
|   | чоловіки                                                          | жінки                                                           | пари                              | танці                                |
| - | ----------------------------------------------------------------- | --------------------------------------------------------------- | --------------------------------- | ------------------------------------ |
| 3 | Росія                                                             | Росія                                                           | Росія Італія                      | Франція Росія Італія                 |
| 2 | Іспанія Латвія Ізраїль Швеція Чехія Італія Бельгія Франція Грузія | Італія Бельгія Словаччина Швейцарія Франція Фінляндія Німеччина | Франція Австрія Німеччина Ізраїль | Велика Британія Іспанія Данія Польща |

### Мінімальна технічна оцінка
Національні федерації (асоціації) вибирали учасників на підставі власних критеріїв, але заявлені учасники повинні були заробити мінімальну технічну оцінку, так званий «технічний мінімум», на міжнародних змаганнях, що проводяться до чемпіонату Європи.
| Мінімальний технічний результат (TES) | Мінімальний технічний результат (TES) | Мінімальний технічний результат (TES) |
| вид                                   | коротка програма                      | довільна програма                     |
| чоловіки                              | 28                                    | 46                                    |
| жінки                                 | 23                                    | 40                                    |
| пари                                  | 25                                    | 42                                    |
| Танці на льоду                        | 26                                    | 42                                    |
| ------------------------------------- | ------------------------------------- | ------------------------------------- |

### Учасники, які були зняті зі змагань
- 27 грудня 2018 роки знялася російська спортивна пара Наталя Забіяко і Олександр Енберт, через проблеми зі здоров'ям у партнера[3][4].
- 28 грудня знялася італійка Кароліна Костнер через травму стегна і стопи[5].
- Після 3 січня 2019 року через списків учасників зникли: французька пара Клео Хамон і Денис Стрекалін, ізраїльська пара Хейлі Естер Копс і Артем Цоглін, і німецька пара Аніка Гокко і Рубен Бломмаерт[6].
- 11 січня стало відомо про зняття з чемпіонату бельгійської фігуристки Луни Хендрікс через травму спини[7].
- 24 січня через стрес знялися з довільної програми австрійська пара Міріам Циглер і Северин Кіфер[8].

## Результати

### Чоловіки
| Місце                              | Спортсмен             | Країна          | Сума балів | SP    | SP     | FS    | FS     |
| Місце                              | Спортсмен             | Країна          | Сума балів | Місце | Бали   | Місце | Бали   |
| ---------------------------------- | --------------------- | --------------- | ---------- | ----- | ------ | ----- | ------ |
| 1                                  | Хав'єр Фернандес      | Іспанія         | 271.59     | 3     | 91.84  | 1     | 179.75 |
| 2                                  | Олександр Самарін     | Росія           | 269.84     | 2     | 91.97  | 2     | 177.87 |
| 3                                  | Маттео Ріццо          | Італія          | 247.08     | 10    | 81.41  | 3     | 165.67 |
| 4                                  | Кевін Еймоз           | Франція         | 246.34     | 4     | 88.02  | 4     | 158.32 |
| 5                                  | Михайло Коляда        | Росія           | 240.87     | 1     | 100.49 | 11    | 140.38 |
| 6                                  | Даніель Грасслі       | Італія          | 236.70     | 9     | 81.69  | 5     | 155.01 |
| 7                                  | Міхал Бржезина        | Чехія           | 234.25     | 8     | 83.66  | 6     | 150.59 |
| 8                                  | Олександр Майоров     | Швеція          | 225.38     | 11    | 79.88  | 8     | 145.50 |
| 9                                  | Олексій Биченко       | Ізраїль         | 220.50     | 7     | 84.19  | 13    | 136.31 |
| 10                                 | Моріс Квітелашвілі    | Грузія          | 219.79     | 15    | 73.04  | 7     | 146.75 |
| 11                                 | Денис Васільєв        | Латвія          | 219.50     | 12    | 78.87  | 10    | 140.63 |
| 12                                 | Адам Сяо Хім Фа       | Франція         | 218.06     | 13    | 76.70  | 9     | 141.36 |
| 13                                 | Даніель Самохін       | Ізраїль         | 217.17     | 6     | 86.48  | 14    | 130.69 |
| 14                                 | Максим Ковтун         | Росія           | 216.18     | 5     | 87.70  | 16    | 128.48 |
| 15                                 | Пауль Фенц            | Німеччина       | 209.96     | 17    | 69.70  | 12    | 140.26 |
| 16                                 | Володимир Литвинцев   | Азербайджан     | 204.28     | 14    | 73.60  | 15    | 130.68 |
| 17                                 | Олександр Селевко     | Естонія         | 195.13     | 16    | 69.94  | 20    | 125.19 |
| 18                                 | Сондре Оддволл Бе     | Норвегія        | 192.01     | 20    | 66.03  | 18    | 125.98 |
| 19                                 | Матяш Білоградський   | Чехія           | 191.22     | 18    | 67.40  | 21    | 123.82 |
| 20                                 | Люк Майерхофер        | Австрія         | 189.00     | 21    | 63.63  | 19    | 125.37 |
| 21                                 | Грем Ньюберрі         | Велика Британія | 188.62     | 22    | 61.33  | 17    | 127.29 |
| 22                                 | Іван Шмуратко         | Україна         | 178.29     | 19    | 67.26  | 24    | 111.03 |
| 23                                 | Іраклій Майсурадзе    | Грузія          | 174.43     | 24    | 60.89  | 22    | 113.54 |
| 24                                 | Девід Льютон Брейн    | Монако          | 173.61     | 23    | 61.07  | 23    | 112.54 |
| Не відібралися в довільну програму |                       |                 |            |       |        |       |        |
| 25                                 | Ігор Резніченко       | Польща          | 59.99      | 25    | 59.99  | N/a   | N/a    |
| 26                                 | Славік Айрапетян      | Вірменія        | 59.87      | 26    | 59.87  | N/a   | N/a    |
| 27                                 | Микола Майоров        | Швеція          | 59.68      | 27    | 59.68  | N/a   | N/a    |
| 28                                 | Бурак Демірбога       | Туреччина       | 56.95      | 28    | 56.95  | N/a   | N/a    |
| 29                                 | Ніки Обрейков         | Болгарія        | 56.54      | 29    | 56.54  | N/a   | N/a    |
| 30                                 | Яків Зенько           | Білорусь        | 56.38      | 30    | 56.38  | N/a   | N/a    |
| 31                                 | Лукас Брічгі          | Швейцарія       | 55.86      | 31    | 55.86  | N/a   | N/a    |
| 32                                 | Роман Галай           | Фінляндія       | 55.40      | 32    | 55.40  | N/a   | N/a    |
| 33                                 | Конор Стакелум        | Ірландія        | 55.03      | 33    | 55.03  | N/a   | N/a    |
| 34                                 | Гектор Алонсо Серрано | Іспанія         | 53.94      | 34    | 53.94  | N/a   | N/a    |
| 35                                 | Майкл Нейман          | Словаччина      | 53.38      | 35    | 53.38  | N/a   | N/a    |
| 36                                 | Томас Кеннесо         | Нідерланди      | 48.57      | 36    | 48.57  | N/a   | N/a    |
| 37                                 | Олександр Боровий     | Угорщина        | 46.56      | 37    | 46.56  | N/a   | N/a    |

### Жінки
| Місце                              | Спортсмен                | Країна          | Сума балів | SP    | SP    | FS    | FS     |
| Місце                              | Спортсмен                | Країна          | Сума балів | Місце | Бали  | Місце | Бали   |
| ---------------------------------- | ------------------------ | --------------- | ---------- | ----- | ----- | ----- | ------ |
| 1                                  | Софія Самодурова         | Росія           | 213.84     | 2     | 72.88 | 1     | 140.96 |
| 2                                  | Аліна Загітова           | Росія           | 198.34     | 1     | 75.00 | 4     | 123.34 |
| 3                                  | Вівека Ліндфорс          | Фінляндія       | 194.40     | 4     | 65.61 | 3     | 128.79 |
| 4                                  | Станіслава Константинова | Росія           | 189.72     | 11    | 56.76 | 2     | 132.96 |
| 5                                  | Лорен Лекавал'є          | Франція         | 180.05     | 6     | 63.29 | 6     | 116.76 |
| 6                                  | Алексія Паганіні         | Швейцарія       | 179.90     | 3     | 65.64 | 7     | 114.26 |
| 7                                  | Мае Береніс Мейте        | Франція         | 177.10     | 8     | 58.95 | 5     | 118.15 |
| 8                                  | Еммі Пелтонен            | Фінляндія       | 170.03     | 10    | 58.06 | 8     | 111.97 |
| 9                                  | Ніколь Райічова          | Словаччина      | 169.03     | 5     | 64.08 | 12    | 104.95 |
| 10                                 | Елішка Бржезінова        | Чехія           | 166.77     | 12    | 55.85 | 9     | 110.92 |
| 11                                 | Олександра Фейгін        | Болгарія        | 164.20     | 9     | 58.80 | 11    | 105.40 |
| 12                                 | Катерина Рябова          | Азербайджан     | 163.17     | 7     | 59.95 | 13    | 103.22 |
| 13                                 | Іветт Тот                | Угорщина        | 160.83     | 13    | 54.90 | 10    | 105.93 |
| 14                                 | Юлія Саутер              | Румунія         | 153.15     | 14    | 54.29 | 15    | 98.86  |
| 15                                 | Ясмін Кіміко Ямада       | Швейцарія       | 151.12     | 18    | 51.21 | 14    | 99.91  |
| 16                                 | Ніколь Шотт              | Німеччина       | 149.26     | 19    | 50.68 | 16    | 98.58  |
| 17                                 | Даша Грм                 | Словенія        | 147.29     | 15    | 53.50 | 17    | 93.79  |
| 18                                 | Аніта Естлунд            | Швеція          | 144.66     | 17    | 52.76 | 18    | 91.90  |
| 19                                 | Лукреція Дженнаро        | Італія          | 143.10     | 16    | 52.91 | 20    | 90.19  |
| 20                                 | Наташа МакКей            | Велика Британія | 140.08     | 22    | 48.20 | 19    | 91.88  |
| 21                                 | Наталі Вайнцірль         | Німеччина       | 134.58     | 24    | 46.09 | 21    | 88.49  |
| 22                                 | Анастасія Галустян       | Вірменія        | 132.63     | 21    | 48.38 | 22    | 84.25  |
| 23                                 | Перніле Серенсен         | Данія           | 131.78     | 20    | 50.59 | 23    | 81.19  |
| 24                                 | Антоніна Дубініна        | Сербія          | 120.25     | 23    | 47.20 | 24    | 73.05  |
| Не відібралися в довільну програму |                          |                 |            |       |       |       |        |
| 25                                 | Ельжбета Габришак        | Польща          | 45.77      | 25    | 45.77 | Н/Д   | Н/Д    |
| 26                                 | Софія Шаллер             | Австрія         | 44.20      | 26    | 44.20 | Н/Д   | Н/Д    |
| 27                                 | Герлі Ліннамяе           | Естонія         | 44.08      | 27    | 44.08 | Н/Д   | Н/Д    |
| 28                                 | К'яра Ван Тіель          | Нідерланди      | 44.00      | 28    | 44.00 | Н/Д   | Н/Д    |
| 29                                 | Лара Накі Гутманн        | Італія          | 43.96      | 29    | 43.96 | Н/Д   | Н/Д    |
| 30                                 | Сільвія Хугец            | Словаччина      | 43.33      | 30    | 43.33 | Н/Д   | Н/Д    |
| 31                                 | Валентіна Матос          | Іспанія         | 42.86      | 31    | 42.86 | Н/Д   | Н/Д    |
| 32                                 | Пауліна Раманаускайте    | Литва           | 42.31      | 32    | 42.31 | Н/Д   | Н/Д    |
| 33                                 | Каміла Г'єрсем           | Норвегія        | 39.81      | 33    | 39.81 | Н/Д   | Н/Д    |
| 34                                 | Хана Цвіянович           | Хорватія        | 38.00      | 34    | 38.00 | Н/Д   | Н/Д    |
| 35                                 | Елізабет Жубкане         | Латвія          | 37.75      | 35    | 37.75 | Н/Д   | Н/Д    |
| 36                                 | Анастасія Гожва          | Україна         | 35.51      | 36    | 35.51 | Н/Д   | Н/Д    |

### Спортивні пари
| Місце | Спортсмени                               | Країна          | Сума балів | SP    | SP    | FS    | FS        |
| Місце | Спортсмени                               | Країна          | Сума балів | Місце | Бали  | Місце | Бали      |
| ----- | ---------------------------------------- | --------------- | ---------- | ----- | ----- | ----- | --------- |
| 1     | Ванесса Джеймс i Морган Сіпре            | Франція         | 225.66 WR  | 1     | 76.55 | 1     | 149.11 WR |
| 2     | Евгенія Тарасова / Володимир Морозов     | Росія           | 218.82     | 2     | 73.90 | 2     | 144.92    |
| 3     | Олександра Бойкова / Дмитро Козловский   | Росія           | 205.28     | 4     | 72.58 | 3     | 132.70    |
| 4     | Ніколь делла Моніка / Маттео Гуарізе     | Італія          | 205.14     | 3     | 73.70 | 4     | 131.44    |
| 5     | Дар'я Павлюченко / Денис Ходикін         | Росія           | 185.92     | 5     | 65.89 | 6     | 120.03    |
| 6     | Мінерва-Фабінне Газе / Нолан Зегерт      | Німеччина       | 180.56     | 6     | 60.08 | 5     | 120.48    |
| 7     | Лаура Баркеро / Арітц Маесту             | Іспанія         | 160.16     | 9     | 53.89 | 7     | 106.27    |
| 8     | Лана Петрановіч / Антоніо Соуза-Кордейру | Хорватія        | 151.89     | 10    | 50.99 | 8     | 100.90    |
| 9     | Ребекка Гіларді / Філіппо Амброзіні      | Італія          | 147.75     | 8     | 54.48 | 10    | 93.27     |
| 10    | Зоі Джонс / Крістофер Бояджі             | Велика Британія | 138.85     | 11    | 45.33 | 9     | 93.52     |
| WD    | Міріам Ціглер / Северин Кифер            | Австрія         | WD         | 7     | 57.70 | Н/Д   | Н/Д       |

### Танці на льоду
| Місце                              | Спортсмен                              | Країна          | Сума балів | SP    | SP       | FS    | FS        |
| Місце                              | Спортсмен                              | Країна          | Сума балів | Місце | Бали     | Місце | Бали      |
| ---------------------------------- | -------------------------------------- | --------------- | ---------- | ----- | -------- | ----- | --------- |
| 1                                  | Габріелла Пападакіс / Гійом Сізерон    | Франція         | 217.98 WR  | 1     | 84.79 WR | 1     | 133.19 WR |
| 2                                  | Олександра Степанова / Іван Букін      | Росія           | 206.41     | 2     | 81.37    | 2     | 125.04    |
| 3                                  | Шарлен Гіньяр / Марко Фаббрі           | Італія          | 199.84     | 3     | 79.05    | 4     | 120.79    |
| 4                                  | Вікторія Сініцина / Микита Кацалапов   | Росія           | 193.95     | 5     | 70.24    | 3     | 123.71    |
| 5                                  | Натал'я Калишек / Максим Сподирев      | Польща          | 185.35     | 4     | 72.87    | 5     | 112.48    |
| 6                                  | Лайла Фір / Л'юіс Гібсон               | Велика Британія | 182.05     | 7     | 69.77    | 6     | 112.28    |
| 7                                  | Сара Уртадо / Кирило Халявин           | Іспанія         | 180.67     | 8     | 69.28    | 7     | 111.39    |
| 8                                  | Олівія Смарт / Адрія Діас              | Іспанія         | 176.84     | 6     | 70.02    | 9     | 106.82    |
| 9                                  | Соф'я Євдокимова / Єгор Базін          | Росія           | 175.62     | 11    | 66.65    | 8     | 108.97    |
| 10                                 | Марі-Жад Лоріо / Ромен Ле Гак          | Франція         | 172.33     | 9     | 68.98    | 11    | 103.35    |
| 11                                 | Юлія Турккіла / Маттіас Верслуйс       | Фінляндія       | 168.34     | 10    | 67.18    | 12    | 101.16    |
| 12                                 | Аделіна Галявієва / Луі Торон          | Франція         | 168.02     | 13    | 64.62    | 10    | 103.40    |
| 13                                 | Еллісон Лінн Рід / Саулюс Амбрулевічюс | Литва           | 164.11     | 12    | 64.81    | 14    | 99.30     |
| 14                                 | Жасмін Тессарі / Франческо Флоретті    | Італія          | 162.94     | 15    | 63.12    | 13    | 99.82     |
| 15                                 | Шарі Кох / Крістіан Нюхтерн            | Німеччина       | 159.81     | 14    | 63.45    | 15    | 96.36     |
| 16                                 | Дар'я Попова / Володимир Беликов       | Україна         | 152.01     | 16    | 60.01    | 17    | 92.00     |
| 17                                 | Робін Твідейл / Джозеф Бакленд         | Велика Британія | 149.66     | 18    | 57.38    | 16    | 92.28     |
| 18                                 | Анна Кублікова / Юрій Гуліцкій         | Білорусь        | 147.51     | 19    | 57.08    | 18    | 90.43     |
| 19                                 | Анна Яновска / Адам Лукач              | Угорщина        | 147.32     | 17    | 58.70    | 19    | 88.62     |
| 20                                 | Шіра Ічілов / Вадим Давидович          | Ізраїль         | 142.12     | 20    | 54.92    | 20    | 87.20     |
| Не відібралися в довільну програму |                                        |                 |            |       |          |       |           |
| 21                                 | Кароліна Москені / Андреа Фаббрі       | Італія          | 54.20      | 21    | 54.20    | Н/Д   | Н/Д       |
| 22                                 | Юстіна Плютовская / Джеремі Флемін     | Польща          | 52.08      | 2     | 52.08    | Н/Д   | Н/Д       |
| 23                                 | Вікторія Манні / Карло Рьотлісбергер   | Швейцарія       | 50.63      | 23    | 50.63    | Н/Д   | Н/Д       |
| 24                                 | Теодора Маркова / Сімон Даце           | Болгарія        | 52.07      | 24    | 52.07    | Н/Д   | Н/Д       |
| 25                                 | Катерина Буніна / Герман Фролов        | Естонія         | 44.82      | 25    | 44.82    | Н/Д   | Н/Д       |